# ملا علی نوری
ملا علی بن میر جمشید مازندرانی نوری اصفهانی اهل قریه «کنگرچال» در سرحدّ نور و لیتکو (درگذشته ۱۲۴۶ ق در حدود صد سالگی) از بزرگترین فلاسفه و حکمای اسلامی متأخر (در حکمت متعالیه) و عالم اسلامی قرون ۱۲ و ۱۳ ه‍.ق پدرش جمشید نوری مازندرانی بود. وی از شاگردان فلسفی آقامحمد بیدآبادی حکیم و عارف قرن ۱۲ق بود. ملا عبدالله زنوزی (مروج مکتب فلسفی تهران)، سید ابوالقاسم دهکردی و ملاهادی سبزواری (صاحب منظومه) از شاگردان ملای نوری بودند. ملای نوری را بواسطه شاگردی بیدآبادی احیاگر حکمت صدرایی می‌نامند. وی در سال 1246 هجری در اصفهان درگذشت.

## آثار
آثار او بیشتر شرح و دفاعیات مکتب ملاصدراست. برخی از آنها در ذیل آمده است:
- حاشیه‌ی اسفار
- حاشیه‌ی شرح فوائد احسانی
- حاشیه‌ی شواهد ربوبیه
- تفسیر سوره‌ی توحید

## اشعار
وی قریحه شعر نیز داشت و در مجمع‌الصفحا پاره‌ای ابیات و رباعیات از او نقل شده است. از جمله از دوبیتی‌های اوست:
زتنها گر کسی تنها نشیند
نشیند با خدا هرجا نشیند
زخود تنها نشین نوری که سهل است
اگر تنها کس از تنها نشیند
                ***
هر آه که بود در دل ما
برقی شد و سوخت حاصل ما
راز دل ما نمی‌شود فاش
تا لاله بروید از گل ما